# Route nationale 97 (Algérie)
Pour les articles homonymes, voir N97 et Route nationale 97.
La route nationale 97 (N97) en Algérie est une route qui traverse les wilayas de Mascara, Sidi Bel Abbes et Tlemcen, qui permet de relier la zone pétrochimique d'Arzew à l'autoroute Est-Ouest et la région de Sig à la wilaya de Sidi Bel Abbes en passant par les monts des Beni-Chougrane. 
Elle est aussi une alternative à l'autoroute Est-Ouest pour rejoindre la région de Tlemcen depuis celle d'Oran via Sidi Bel Abbes sans traverser une grande agglomération.

## Historique
La route emprunte le tracé de l'ancienne route départementale no 5 du département d'Oran à l'époque de l'Algérie française.
Une partie du W5 entre la limite des wilayas d'Oran et Mascara jusqu'à Sidi Hamadouche est promue au rang de route nationale en 1980 sur une distance de 74 km pour devenir la N97.
Le parcours de la  N97 est rallongé de 9 km lors de l'agrandissement du barrage de Chorfa en 2000.
Le parcours est rallongé de 86 km en 2018, en élevant au rang de route nationale le reste du W5 traversant les wilayas de Sidi Bel Abbes et Tlemcen jusqu'à Ouled Mimoun. Le but étant de créer une nouvelle route parallèle à l'autoroute est-ouest qui devient payante et qui ne traverse pas l'agglomération de Sidi Bel Abbes, contrairement à la N13.
- À noter que les 15 km traversant la wilaya d'Oran, qui permettent de rejoindre Bethioua qui étaient toujours classés W5 sont devenus  N97 en 2018 aussi[2].

## Paysages
La route débute dans la plaine de Sig, entre les salines d'Arzew et le marais de la Macta. Elle descend plein sud jusqu'à la ville de Sig au pied des contreforts des monts des Beni-Chougrane.
Elle monte ensuite en suivant le cours de l'oued Sig, sauf pour  contourner le barrage de Chorfa, jusqu'à ce qu'il rejoigne la Mekerra dans la wilaya de Sidi Bel Abbes. Elle traverse ensuite la plaine de Sidi Bel Abbes le long des monts de Tessala jusqu'au pied des monts de Tlemcen.

## Parcours
(avant 2018)
- Limites W. Oran et W. Mascara(km 0)
- Croisement W82 vers Mers El Hadjadj (km 0,5)
- Menasria (km 1)
- Ouled Ali Mansour (km 2,5)
- Alaimia (km 3)
- Croisement chemin vers Kouassem (5,7 km)
- Kranif (km 6)
- Ahl M'hamed, croisement vers Glenza (km 8)
- Sidi Abdelkader Bou Adjemi (km 10)
- Ras El Aïn Amirouche (km 12)
- Croisement W41 vers Boufatis (km 13)
- Rond-point sortie no 60 de l'A3 (km 13,2)
- Croisement W30 vers Oggaz (km 14,2)
- Sig, croisementN4 (km 19,6)
- Croisement W25 vers El Gaada (km 25)
- Chorfa (km 35,5)
- Ain Chorfa (Barrage) (km 38,5)
- Anatra, croisement chemin communal vers Sidi Ali Cherif (km 45,8)
- Rehailia (km 54,3)
- Croisement W98  vers El Gaada et Ain Adden (km 56,8)
- Boudjebha El Bordj (km 59,5)
- Oued Mebtouh (km 65,5)
- Croisement W80 vers Zerouala (km 68)
- Zelifa (km 76)
- Croisement chemin vers Zaouia (km 79,7 km)
- Sidi Hamadouche, croisement N13et W5 (km 83,5)